# Cissus striata
Cissus striata är en vinväxtart. Cissus striata ingår i släktet Cissus och familjen vinväxter.

## Underarter
Arten delas in i följande underarter:
- C. s. argentina
- C. s. striata